# Binsenlilie
Die Binsenlilie (Aphyllanthes monspeliensis), auch Blaue Binse, Blausternbinse, Blaue Binsennelke, (Zarte) Nelkenlilie oder Blaustern genannt, ist die einzige Pflanzenart der Gattung Aphyllanthes und bildet die eigene Unterfamilie Aphyllanthoideae in der Familie der Spargelgewächse (Asparagaceae). Sie ist im Mittelmeerraum heimisch.

## Beschreibung

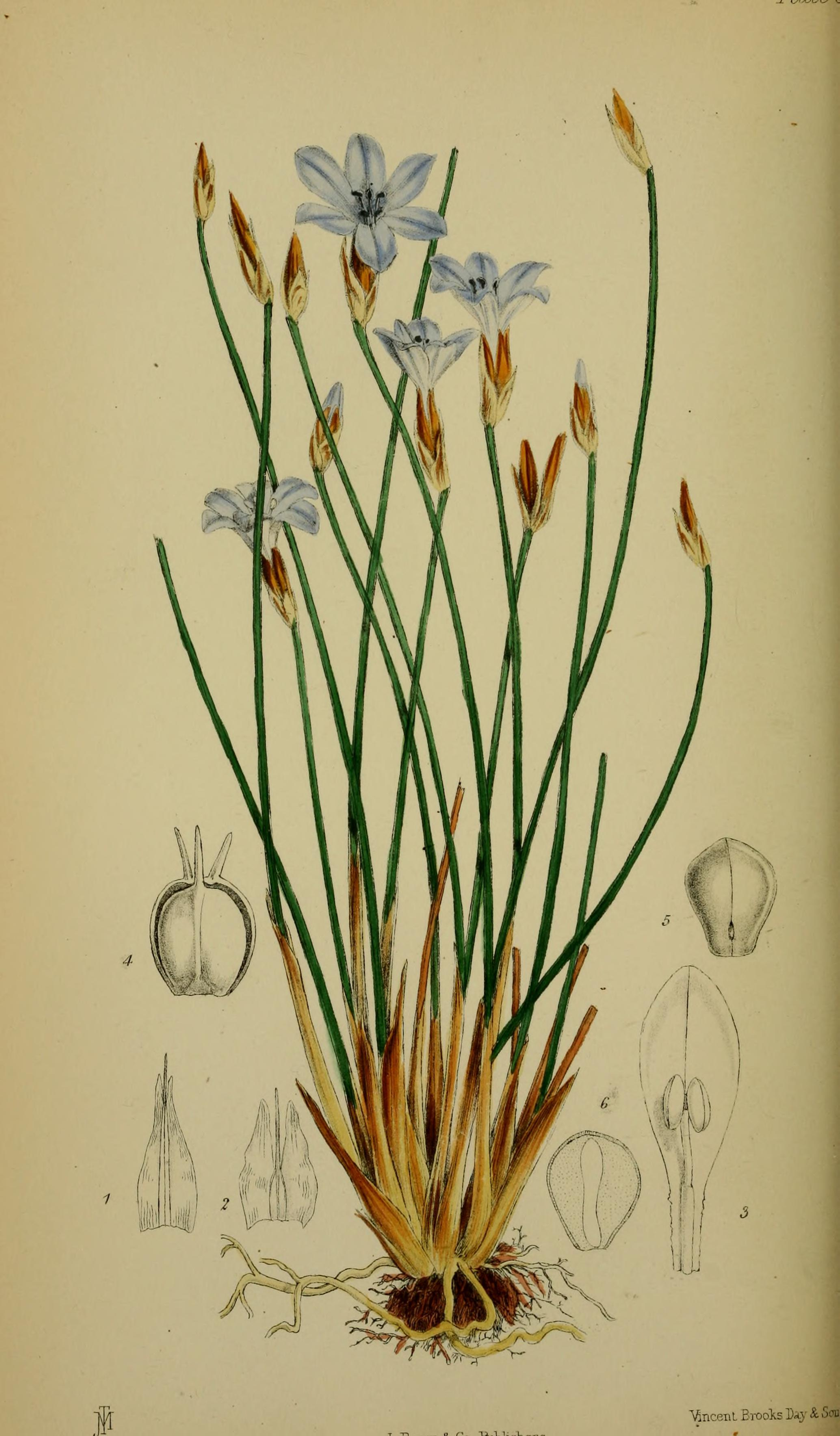
Illustration aus Contributions to the flora of Mentone, 1871

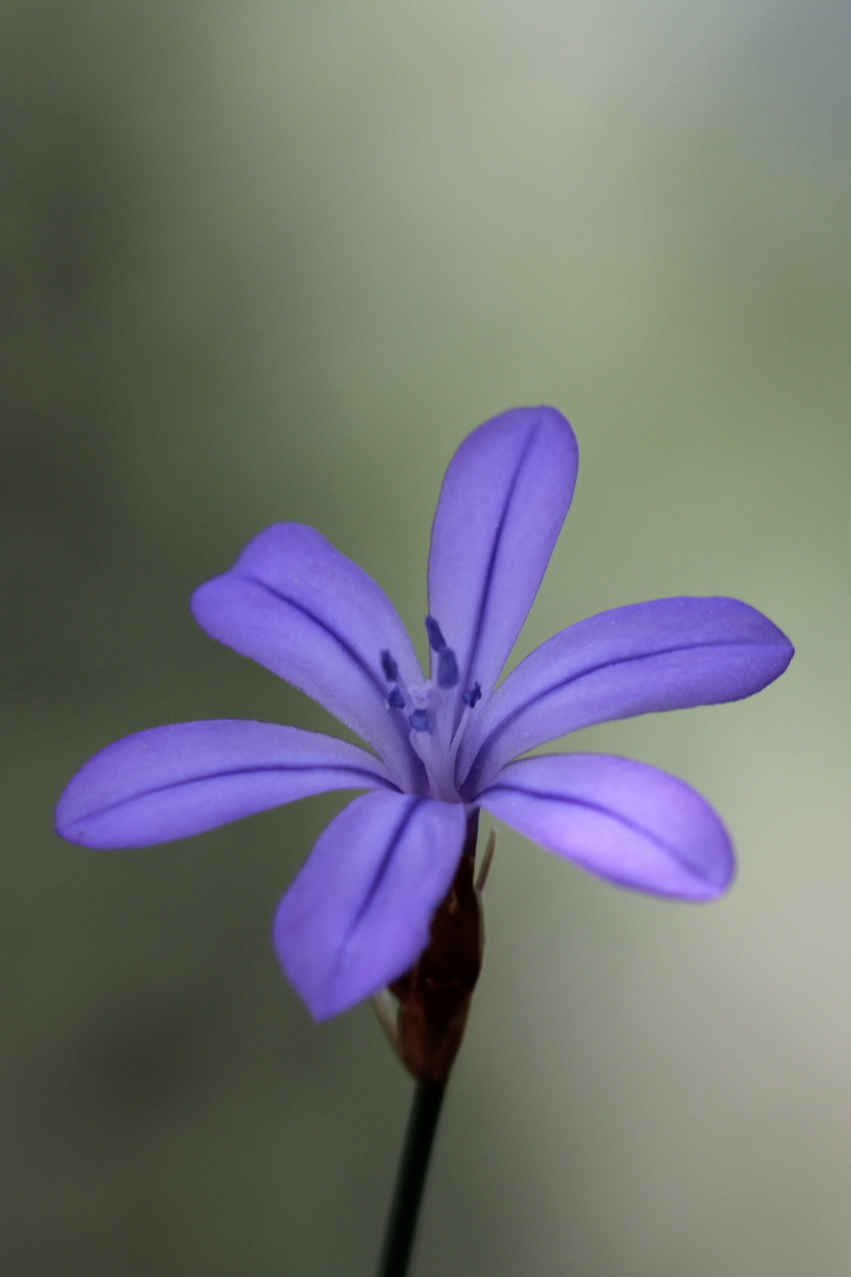
Blüte

### Vegetative Merkmale
Die Binsenlilie ist eine ausdauernde krautige Pflanze die bis etwa 30–35 Zentimeter hoch wächst. Die horstigen, schlanken und binsenartigen, festen Stängel sind kahl. Dieser Xerophyt bildet kurze Rhizome als Überdauerungsorgane. Die einfachen Laubblätter sind zu Blattscheiden reduziert und an der Basis der Pflanzen gehäuft.

### Generative Merkmale
Die Blüten stehen einzeln oder zu wenigen in endständigen Blütenständen zusammen.
Die zwittrigen und recht großen Blüten sind radiärsymmetrisch und dreizählig mit einfacher Blütenhülle. Sie sitzen an mehreren, dachigen, beständigen und trockenhäutigen Deckblättern. Die sechs gleichgestalteten, genagelten und verkehrt-eiförmigen, ausladenden Blütenhüllblätter (Tepalen) sind violett-blau oder selten weißlich mit einem dunkleren Mittelnerv, -streifen und stehen an der Basis zu einer kurzen Röhre zusammen. Es sind sechs, relativ kurze Staubblätter in zwei ungleichen Kreisen vorhanden. Die drei Fruchtblätter sind zu einem oberständigen und dreikammerigen Fruchtknoten mit schlankem Griffel mit dreilappiger Narbe verwachsen.
Die Binsenlilie bildet kleine, lokulizidale, dreiklappige und dreisamige, spitze Kapselfrüchte in den beständigen Deckblättern. Die schwärzlichen, krustigen Samen sind glatt.
Die Chromosomenzahl beträgt 2n = ca. 32.

## Vorkommen
Die Binsenlilie ist im westlichen und zentralen Mittelmeerraum verbreitet. Es gibt Fundortangaben für Marokko, Algerien, Libyen, Portugal, Spanien, die Balearen, Frankreich, Sardinien und Italien.

## Taxonomie
Die Erstveröffentlichung von Aphyllanthes monspeliensis erfolgte 1753 durch Carl von Linné in Species Plantarum, Tomus I, S. 294. Damit wurde auch die Gattung Aphyllanthes aufgestellt. Synonyme für Aphyllanthes monspeliensis L. sind: Aphyllanthes juncea Salisb., Aphyllanthes cantabrica Bubani. Die Unterfamilie Aphyllanthoideae wurde 1847 durch John Lindley in The Vegetable Kingdom 202, 205 aufgestellt.

## Weitere Illustrationen

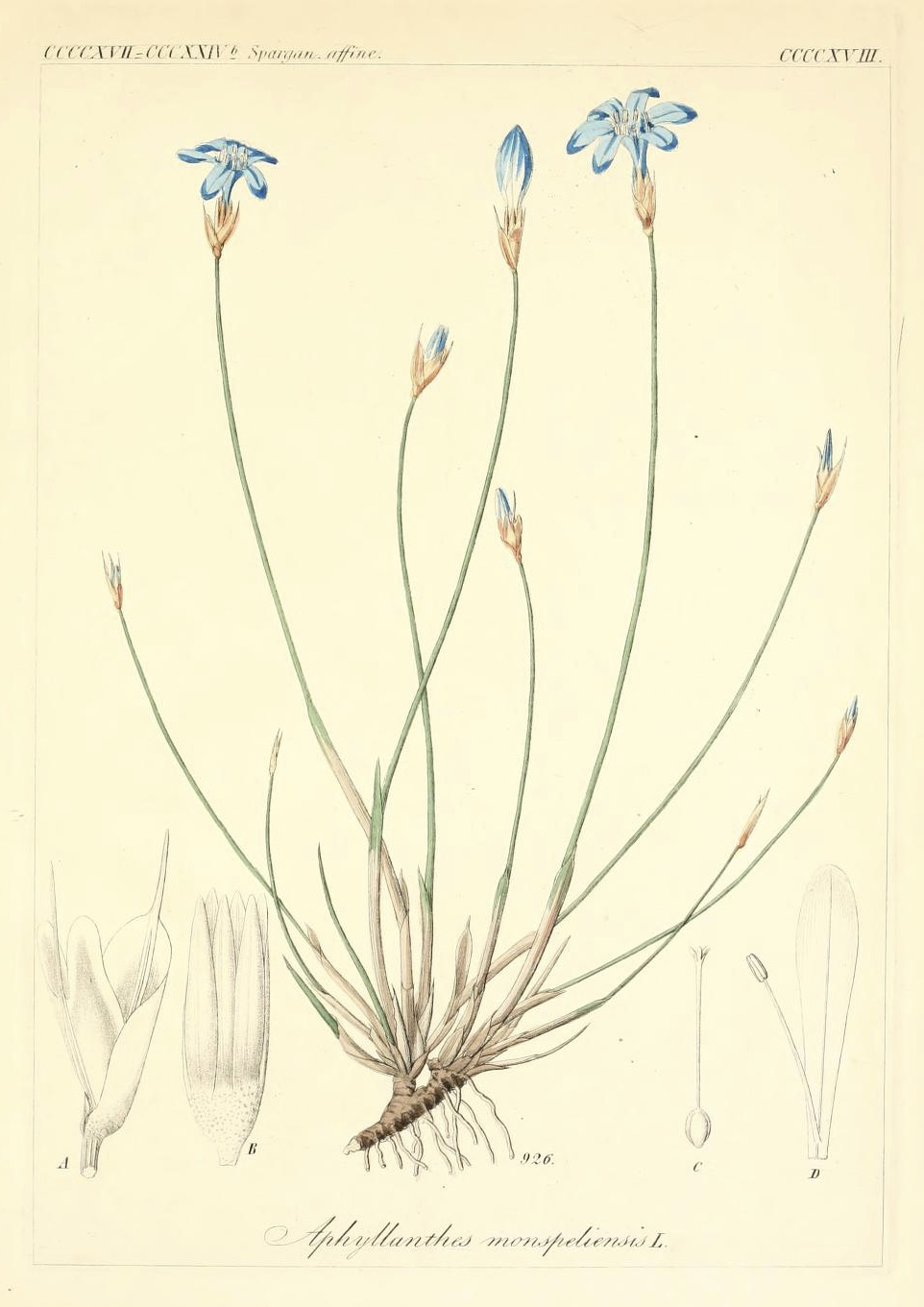
Illustration aus der Florae Germanicae et Helveticae (1847)
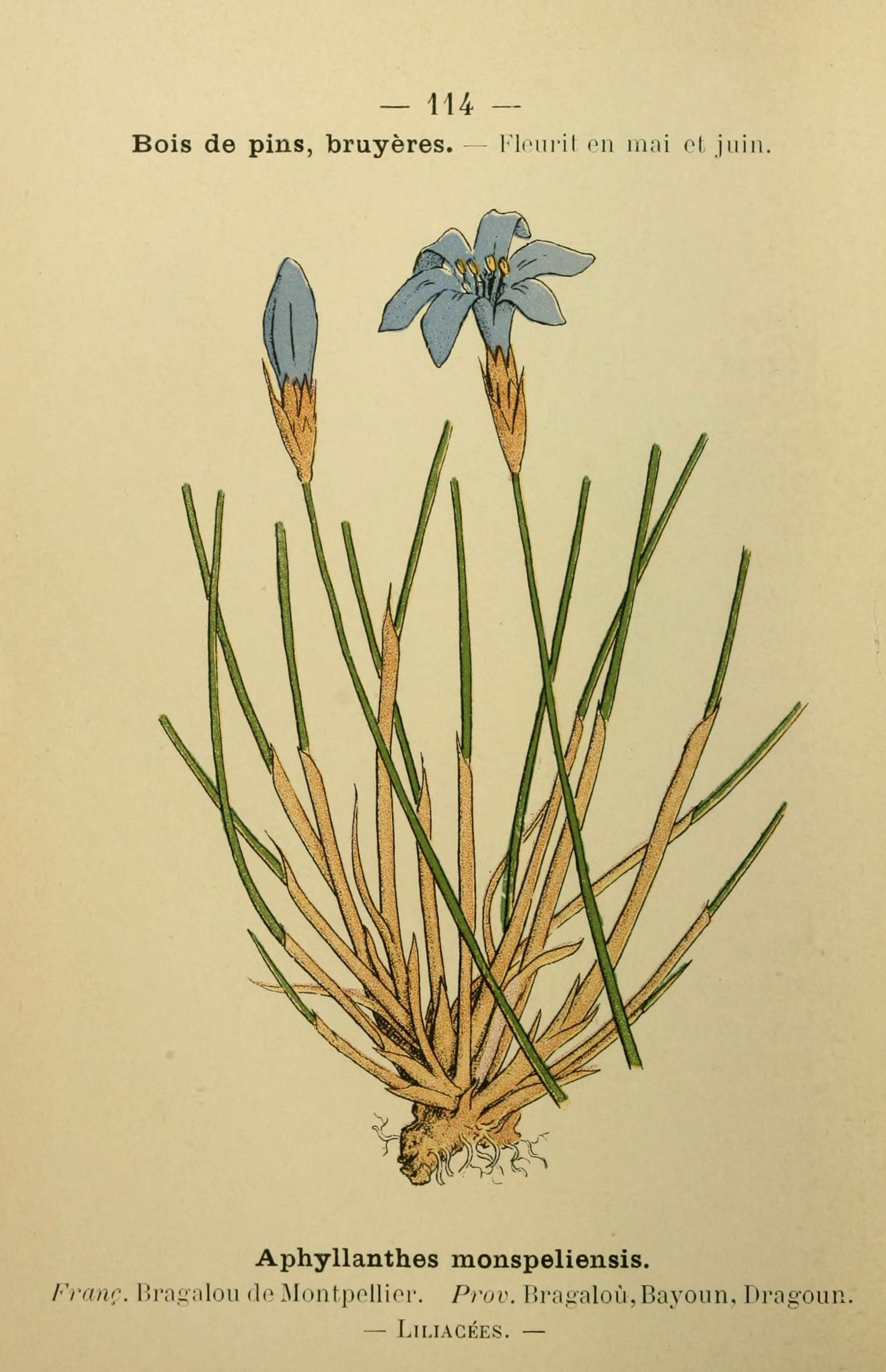
Illustration aus Flore coloriée de poche du littoral méditerranéen ... (1902)